# Liphistius tempurung
Liphistius tempurung PLATNICK, 1997 è un ragno appartenente al genere Liphistius della famiglia Liphistiidae.
Il nome del genere deriva dalla radice prefissoide greca λιπ-, lip-, abbreviazione di λιπαρός, liparòs cioè unto, grasso, e dal sostantivo greco ἰστίον, istìon, cioè telo, velo, ad indicare la struttura della tela che costruisce intorno all'apertura del cunicolo.
Il nome proprio deriva dalla grotta di Gua Tempurung, luogo di ritrovamento della specie, a sud della città di Ipoh nello Stato di Perak della Malaysia peninsulare.

## Caratteristiche
Ragno primitivo appartenente al sottordine Mesothelae: non possiede ghiandole velenifere, ma i suoi cheliceri possono infliggere morsi piuttosto dolorosi
Le femmine di questa specie somigliano soprattutto a L. malayanus e a L. johore nell'avere il ricettacolo che si estende anteriormente sul poreplate (area dei genitali femminili interni coperta da una zona priva di pori) di forma rettangolare: queste differiscono da L. malayanus perché hanno gli angoli anterolaterali del poreplate incisi e da L. johore per il gambo posteriore più largo.
Il bodylenght (lunghezza del corpo senza le zampe), esclusi anche i cheliceri, è di 14 millimetri nelle femmine. Il cefalotorace è più lungo che largo, circa 5,3 x 4,3 millimetri. I cheliceri hanno 10-11 denti al margine anteriore delle zanne. L'opistosoma è anch'esso più lungo che largo, circa 6 x 4,3 millimetri.

## Colorazione
Il cefalotorace è di colore giallo-bruno, la pars cephalica è più pallida dietro i tubercoli oculari e lungo la linea mediana; la pars thoracica ha delle strisce di colore più pallido che arrivano fino alle coxae delle zampe. I cheliceri sono anteriormente grigio-brunastri, posteriormente giallo-bruni e prossimalmente giallo chiaro. L'opistosoma è marrone chiaro, le tergiti sono di colore più pallido, le sterniti sono gialle e le filiere sono giallo-brunastre; le zampe sono giallo-bruno chiare con anelli scuri prossimali e distali su femori, tibie e metatarsi.

## Comportamento
Costruiscono cunicoli nel terreno profondi fino a 60 centimetri e tengono chiuso l'ingresso del cunicolo con una porta-trappola piuttosto rudimentale. Intorno all'apertura tessono 7-8 fili molto sottili e appiccicaticci in modo da accorgersi se qualche preda si sta avvicinando e, approfittando dei momenti in cui vi è invischiata, balzano fuori e la catturano. Vivono molti anni anche in cattività.

## Distribuzione
Rinvenuta nella sola grotta di Gua Tempurung, a sud della città di Ipoh nello Stato di Perak della Malaysia peninsulare.